# The Bandbox
The Bandbox er en amerikansk stumfilm fra 1919 af Roy William Neill.

## Medvirkende
| Skuespiller      | Rolle                            |
| ---------------- | -------------------------------- |
| Doris Kenyon     | Eleanor Searle                   |
| Walter McEwen    | Arbuthnot Ismay / William H. Iff |
| Gretchen Hartman | Alison Landis                    |
| Edward Keppler   | Arthur Arkroyd                   |
| Maggie Weston    |                                  |
| Logan Paul       | Ehraim Clover                    |
| Lorraine Harding | Marie                            |
| Alexander Gaden  | Benjamin Staff                   |